# مارك لي (لاعب كرة قدم أمريكية)
مارك لي (بالإنجليزية: Mark Lee)‏ هو لاعب كرة قدم أمريكية أمريكي، ولد في 20 مارس 1958 في هانفورد في الولايات المتحدة.

## وصلات خارجية
- مارك لي على موقع مرجع كرة القدم المحترفة.كوم (الإنجليزية)